# 伊莱恩·巴雷特
伊莱恩·巴雷特（英語：Elaine Barrett，1977年3月10日—），英国女子游泳运动员。她曾代表英格兰参加1996年、2000年和2004年夏季残疾人奥林匹克运动会游泳比赛，获得一枚金牌、三枚银牌和一枚铜牌。